# James Jones
James Ramon Jones (6. listopadu 1921, Robinson – 9. května 1977, Southampton) byl americký spisovatel, který se zaměřoval na válečnou prózu, zejména z druhé světové války. V roce 1952 získal National Book Award za svůj debutový román From Here to Eternity (česky vyšel v 60. letech pod názvem -až na věky, ale je znám spíše pod názvem Odtud až na věčnost), který byl roku 1953 zfilmován (snímek získal Oscara za nejlepší film). Úspěšně zfilmován byl i další Jonesův válečný román Tenká červená linie (prvně roku 1964 Andrew Martonem, podruhé Terrencem Malickem roku 1998).

## Život
S válkou měl osobní zkušenost, zažil na vlastní kůži útok na Pearl Harbor a aktivně se zúčastnil bitvy o Guadalcanal, v níž byl zraněn na hlavě. Později pracoval také jako novinář pokrývající válku ve Vietnamu, napsal o této zkušenosti publicistickou knihu Viet Journal (1974). 
V roce 1950 podpořil vznik spisovatelské komuny Handy Writers' Colony v Illinois a po úspěchu svého prvního románu, jenž vyšel roku 1951, ji i financoval. Avšak experimentální projekt ztroskotal na žárlivosti a manipulativním chování "vůdkyně komunity" Lowney Handyové, která byla Jonesovou milenkou a po jistý čas jí silně podléhal. Aby se z tohoto vlivu osvobodil, odešel roku 1958 do Paříže, kde pak dlouho žil a adoptoval zde i jedno ze dvou svých dětí. Do Spojených států se vrátil roku 1975, dva roky před smrtí. Dožil na Long Islandu.
Jeho dcera Kaylie Jonesová se stala také spisovatelkou. Jones otevřeně hovořil o svých zkušenostech se stejným pohlavím a sexuálně nejednoznačnou postavu desátníka Fifea v knize Tenká červená linie založil na vlastní zkušenosti. 

### Česky vyšlo
- Pistole, Státní nakladatelství krásné literatury a uměn 1964 (překlad A.J. Šťastný)
- --až na věky, Naše vojsko 1968 (překlad Jiří a Libuše Valjovi)
- Tenká červená linie, Knižní klub 2001